# Müllheim (Baden)
Müllheim es una ciudad en el distrito de Brisgovia-Alta Selva Negra en el suroeste de Baden-Wurtemberg, Alemania. Tenía una población en enero de 2011 de 18 258 habitantes.

## Geografía
La ciudad, con una superficie de 50,90 km², está ubicada entre Friburgo y Basilea en el graben del Rin Superior.

## Estructura municipal
|          |
| Müllheim |

|            |
| Britzingen |

|           |
| Dattingen |

|          |
| Feldberg |

|           |
| Hügelheim |

|              |
| Niederweiler |

|           |
| Vögisheim |

|           |
| Zunzingen |

## Ciudades hermanadas
Municipios hermanados son:
- Gray, Francia, desde 1984
- Ledro, Italia
- Hohen Neuendorf, Brandeburgo, Alemania
- Vevey, Suiza